# Anemone (chanson de ClariS)
Singles de ClariS
Border
(2015) Prism
(2015)
Pistes de Fairy Castle
Kono i wa kyosū
(7) Usotsuki
(9)
Anemone (アネモネ) est une chanson pop du duo d'idole japonaise ClariS, écrite par Koh. C'est le douzième single du groupe sorti le 29 juillet 2015 chez SME Records. La chanson titre a été utilisée comme générique de fin de la série télévisée anime de 2015 Classroom Crisis. Un clip a été produit pour "Anemone". Le single a culminé à la 13e place du classement musical hebdomadaire japonais de l'Oricon.

## Résumé
"Anemone" a été publié dans une édition régulière et deux limitées, le 29 juillet 2015, en CD par la SME Records au Japon,,. L'une des versions d'édition limitée a été emballée avec des artworks de Classroom Crisis et contenait également une version courte de "Anemone" au lieu de sa version instrumentale. L'autre édition limitée a été livrée avec un DVD contenant le clip pour "Anemone". Le single a culminé à la 13e place du classement musical hebdomadaire japonais de l'Oricon, et y resté classé pendant 6 semaines.  C'est la seconde fois, après Wake Up, qu'un single de ClariS ne soit pas dans le top dix du classement de l'Oricon. "Anemone" a débuté et a culminé à la 27e place du Japan Hot 100 de Billboard.

## Liste des pistes
| 1.    | Anemone (アネモネ)                | Koh           | Koh           | Atsushi Yuasa | 4:31 |
| 2.    | YUMENOKI                          | Yoshie Isogai | Takamitsu Ono | Takamitsu Ono | 4:08 |
| 3.    | pastel                            | Koh           | Koh           | Koh           | 4:13 |
| 4.    | Anemone (アネモネ) (Instrumental) | Koh           | Koh           | Atsushi Yuasa | 4:31 |
| 17:25 |                                   |               |               |               |      |

| Classroom Crisis édition limitée | Classroom Crisis édition limitée | Classroom Crisis édition limitée | Classroom Crisis édition limitée | Classroom Crisis édition limitée | Classroom Crisis édition limitée | Classroom Crisis édition limitée | Classroom Crisis édition limitée | Classroom Crisis édition limitée | Classroom Crisis édition limitée |
| No                               | Titre                            | Paroles                          | Musique                          | Arrangement                      | Durée                            |                                  |                                  |                                  |                                  |
| -------------------------------- | -------------------------------- | -------------------------------- | -------------------------------- | -------------------------------- | -------------------------------- | -------------------------------- | -------------------------------- | -------------------------------- | -------------------------------- |
| 1.                               | Anemone (アネモネ)               | Koh                              | Koh                              | Atsushi Yuasa                    | 4:31                             |                                  |                                  |                                  |                                  |
| 2.                               | YUMENOKI                         | Yoshie Isogai                    | Takamitsu Ono                    | Takamitsu Ono                    | 4:08                             |                                  |                                  |                                  |                                  |
| 3.                               | pastel                           | Koh                              | Koh                              | Koh                              | 4:13                             |                                  |                                  |                                  |                                  |
| 4.                               | Anemone (アネモネ) (TV Mix)      | Koh                              | Koh                              | Atsushi Yuasa                    | 1:32                             |                                  |                                  |                                  |                                  |
| 14:26                            |                                  |                                  |                                  |                                  |                                  |                                  |                                  |                                  |                                  |

| 1. | Anemone (アネモネ) (Clip) | 4:33 |

## Classements
| Classement (2015)          | Meilleure position |
| -------------------------- | ------------------ |
| Japan Hot 100 de Billboard | 27                 |
| Weekly Singles de l'Oricon | 13                 |